# Język ambae zachodni
Język ambae zachodni, także: ambae, opa – język austronezyjski z grupy języków oceanicznych, używany w zachodniej części wyspy Ambae (Aoba), należącej do państwa Vanuatu. Według danych z 2001 r. posługuje się nim 9 tys. osób.
Jest silnie zróżnicowany wewnętrznie. Serwis Ethnologue wyróżnia dwa dialekty: walaha, nduindui. Są to nazwy dystryktów, w których używany jest ten język. Nazwa „nduindui” (a. duindui, duidui) bywa przytaczana jako nazwa samego języka.
Jest zapisywany alfabetem łacińskim.